# والنسیا (کوردوبا)
والنسیا (کوردوبا) (به اسپانیایی: Valencia, Córdoba) یک سکونتگاه مسکونی در کلمبیا است که در بخش کوردوبا واقع شده‌است.